# Sony Corporation of America
Sony Corporation of America (SCA) es la filial estadounidense de Sony, con sede en Nueva York. Es la compañía bajo la cual controla todas las compañías de Sony operan en los Estados Unidos.
Sony es un fabricante líder de audio, video, comunicaciones, y productos de tecnología de la información para los mercados de consumo y profesionales. Posee empresas de: cine, televisión, entretenimiento por computadora, música y negocios en línea que hacen de Sony una de las más importantes empresas de entretenimiento del mundo. Sony ha reportado ventas anuales de aproximadamente 79 mil millones de dólares en 2012, y más de 162 700 empleados alrededor del mundo.
Los principales negocios de Sony en Estados Unidos incluyen: Sony Electronics, Sony Pictures Entertainment (una de las más grandes empresas de cine y televisión en el mundo), Sony Interactive Entertainment y Sony Music Entertainment.

## Subsidiarias
- Sony Electronics USA
- Sony Entertainment[1][2]
  - Sony Pictures Entertainment
    - Sony Pictures Motion Picture Group
    - Sony Pictures Television

  - Sony Music Group[3]
    - Sony Music Entertainment
      - Sony Wonder

    - Sony/ATV Music Publishing
- Sony Interactive Entertainment[4]
  - PlayStation Network
- Sony Digital Audio Disc Corporation (Sony DADC) y Sony Entertainment Distribution
- Sony Mobile Communications (Atlanta, Georgia)
- Sony Plaza Public Arcade y Sony Wonder Technology Lab (New York)
- Sony Biotechnology[5] (formerly iCyt Mission Technology)[6]
- Micronics, Inc.[7]